# Charles Stewart (3e duc de Richmond)
Pour les articles homonymes, voir Charles Stewart (homonymie) et Stewart.
Charles Stewart, 3e duc de Richmond, 6e duc de Lennox (7 mars 1639 - décembre 1672) est le fils unique de George Stewart, 9e seigneur d'Aubigny et de Katherine Howard, fille de Theophilus Howard (2e comte de Suffolk). Il est le petit-fils d'Esmé Stewart (3e duc de Lennox).

## Biographie
Le 10 décembre 1645, il est créé baron Stuart de Newbury, Berkshire et comte de Lichfield, titres qui lui sont conférés « pour perpétuer les titres qui devaient avoir été conférés à son oncle » Lord Bernard Stewart (en), fils cadet du duc de Lennox, tué lors de la bataille de Rowton Heath pendant la guerre civile anglaise en septembre de la même année.
En janvier 1658, Charles Stewart s'exile en France et s'installe dans la maison de son oncle Ludovic, seigneur d'Aubigny. L'année suivante, il tombe tomba en disgrâce auprès du Conseil d'État du Protectorat et des mandats sont émis pour la saisie de sa personne et de ses biens.
Charles Stewart épouse d'abord Elizabeth Rogers après juin 1659. Il épouse ensuite Margaret Banaster, le 31 mars 1662. En troisièmes noces, il épouse Frances Stewart, petite-fille de Walter Stewart, 1er lord Blantyre, en mars 1667. Ce dernier mariage est célèbre. Frances Stewart, connue à la cour comme « La Belle Stuart », a été recherchée par le cousin de Richmond, le roi Charles II, comme maîtresse.
Charles Stewart retourne en Angleterre avec Charles II en 1660 et siège au Parlement de la Convention, faisant preuve d'une grande animosité envers les partisans du Commonwealth. À la mort de son cousin Esmé Stewart, âgé de 10 ans, le 10 août 1660, Charles Stewart lui succède comme troisième duc de Richmond et sixième duc de Lennox. La même année, il est créé grand chambellan héréditaire d’Écosse, grand amiral héréditaire d’Écosse et Lord Lieutenant de Dorset. Le 15 avril 1661, il est investi de l'Ordre de la Jarretière.
À la mort de son oncle, Ludovic Stuart, il lui succède comme 12e seigneur d’Aubigny, titre pour lequel il rend hommage par procuration à Louis XIV le 11 mai 1670. En juillet 1667, à la mort de sa cousine Mary Butler, comtesse d'Arran, il devient baron Clifton et le 4 mai 1668, il est nommé lord lieutenant et vice-amiral de Kent conjointement avec le comte de Winchilsea.
En 1671, il est envoyé comme ambassadeur au Danemark pour les persuader de rejoindre l'Angleterre et la France dans le cadre d'une attaque projetée contre les Hollandais. Là-bas, il meurt (par noyade) en 1672, à l'âge de 33 ans à Elseneur, et ses titres s'éteignent, à l'exception de celui de baron Clifton, qui passe avec la plupart de ses biens à sa sœur Katherine, Lady O'Brien. Sa femme, cependant, s'est vu octroyer les domaines de Lennox à vie. Il est enterré le 20 septembre 1673 à l'abbaye de Westminster.
Les titres de duc de Richmond, duc de Lennox et comte de March sont recréés pour le fils illégitime de Charles II et de Louise Renée de Penancoët de Keroual, Charles Lennox (1er duc de Richmond), en 1675.